# Relațiile dintre România și Kazahstan
Relațiile dintre Kazahstan și România sunt relații bilaterale diplomatice între Republica Kazahstan și România .

## Informații generale
Relațiile diplomatice dintre Republica Kazahstan și România au fost înființate în 15 iulie 1992. În noiembrie 1993 Ambasada României a fost înființată în Republica Kazahstan. În septembrie 2003 a fost deschisă misiunea diplomatică a Republicii Kazahstan în România. În martie 2012  a fost semnat Decretul Președintelui Republicii Kazahstan privind transformarea misiunii diplomatice în Ambasada Republicii Kazahstan în România. 

## Relații politice
Kazahstan acordă o atenție deosebită dezvoltării relațiilor cu România ca partener cheie în Europa de Est și în Balcani. 
Într-o scurtă perioadă istorică, cele două state au înregistrat progrese semnificative în toate domeniile cooperării bilaterale, inclusiv în domenii politice, comerciale, economice, culturale și umanitare, precum și în domeniul cooperării multilaterale.
Kazahstan și România sprijină dialogul politic periodic, în parlamentele ambelor țări funcționează un "grup de prietenie". Sunt organizate întâlniri anuale ale deputaților celor două țări.
Țările își coordonează eforturile în cadrul Organizației Națiunilor Unite, OSCE și altor organizații internaționale. România a susținut președinția Kazahstanului în cadrul OSCE și Summit-ul OSCE de la Astana în 2010, participarea la Astana EXPO 2017, candidatura Kazahstanului pentru membrii nepermanenți ai Consiliului de Securitate al ONU pentru 2017-2018, aderarea Kazahstanului la Forumul Asia-Europa (ASEM).
România a ratificat Acordul privind consolidarea parteneriatului și a cooperării dintre Republica Kazahstan și UE la 10 mai 2017.
Se organizează anual consultări politice între ministerele afacerilor externe ale celor două țări. Ultimele consultări au avut loc la 17 decembrie 2018 în Astana.

### Vizite la nivel de top
Septembrie 1998 - vizita oficială a președintelui N. Nazarbayev în România. 
Noiembrie 1999 - vizita oficială a președintelui României E. Constantinescu în Kazahstan. 
Septembrie 2003 - vizita oficială a Președintelui României I. Iliescu în Kazahstan. 
Noiembrie 2007 - Vizita oficială a președintelui N. Nazarbayev în România. 
Martie 2010 - vizita de stat a președintelui României T. Băsescu în Kazahstan. 
Decembrie 2010 - Vizita de lucru a președintelui României, T. Băsescu, în Kazahstan, ca parte a participării la Summit-ul de la Astana al OSCE. 

### Vizite la nivelul șefilor de guvern
Iunie 2013 - vizita oficială a Prim-ministrului României V.Ponta în Kazahstan. V. Ponta în Kazahstan . 

### Vizite la nivelul miniștrilor de externe
Iulie 1992 - vizita oficială a Ministrului Afacerilor Externe al României, A. Năstase, în Kazahstan, în cadrul căreia a fost semnat Protocolul privind stabilirea relațiilor diplomatice dintre Kazahstan și România. 
Noiembrie 2008 - vizita de lucru a Ministrului Afacerilor Externe al României, L. Comanescu, în Kazahstan. 
Iulie 2017 - vizita oficială a Ministrului Afacerilor Externe al României Teodor Melescanu în Kazahstan, cu ocazia celei de-a 25-a aniversări a înființării relațiilor diplomatice dintre cele două țări și a Zilei Naționale a României la expoziția internațională de specialitate EXPO-2017. 

## Cooperarea economică
Dialogul politic favorabil între cele două țări are un impact pozitiv asupra cooperării economice. 
Cifra de afaceri bilaterală din ianuarie-iulie 2018 a fost de 1.049 miliarde USD (exporturi - 940 milioane, importuri - 109 milioane). Cifra de afaceri dintre Kazahstan și România în anul 2017 a constituit 992,3 mil. dolari SUA (export: 925,6 mln., import: 66,7 mln.), în 2016 a constituit 803 mln. dolari SUA (export: 724 mln., import: 7,9 mln.). Venitul brut al investițiilor directe din România în economia Republicii Kazahstan în perioada 2005 - 2018 a constituit 1.18 mlrd. dolari, Kazahstan, la rândul său, este unul dintre cei mai mari investitori din România. 
Principalele direcții de cooperare economică bilaterală sunt energia, ingineria mecanică, metalurgia, transportul, logistica etc. În România sunt înregistrate 28 de întreprinderi româno-kazahstaneze, în Kazahstan - 29 de societăți mixte. 
Unul dintre cele mai importante și eficiente instrumente pentru dezvoltarea cooperării comerciale și economice este Comisia Interguvernamentală Kazahstan-România privind cooperarea comercial-economică și științifico-tehnică. Cea de-a 14-a ședință a Comisiei Interguvernamentale a avut loc la 24-25 deptembrie 2018 la Astana. Ca rezultat al negocierilor, a fost semnat Protocolul celei de-a 14-a reuniuni. 
Camerei de Comerț și Industrie bilaterală Româno-Kazahstan a fost restabilită cu prima sa întâlnire, care a avut loc în ianuarie 2016 la București. 

## Cooperarea culturală și umanitară
Societățile culturale ramâne precum "Ștefan cel Mare" (Almaty), "Dacia" (Karaganda) și "Bucovina" (Pavlodar) Arhivat în 1 decembrie 2021, la Wayback Machine. funcționează în Kazahstan. 
În septembrie 2015 a fost lansată și funcționează cu succes o unitate de învățământ preșcolar, care permite copiilor din București să învețe limba kazahă.
Cetățeniei Republicii Kazahstan participă anual la festivalul de muzică clasică numit după George Enescu la București. 
Începând cu anul 2015, Festivalul Filmului kazah este organizat anual în București, unde se proiectează lucrările unor regizori de renume din Republica Kazahstan. Cel de-al IV-a Festival a avut loc în perioada 11-12 decembrie 2018. 
De asemenea, în Constanța (2-3 noiembrie 2018) și Cluj-Napoca (5-7 noiembrie 2018) s-a desfășurat Festivaluri Filmului Kazah Arhivat în 6 decembrie 2018, la Wayback Machine..
În scopul popularizării culturii Kazahstanului în România, între 5 și 22 noiembrie 2018 în orașul Cluj-Napoca, a avut loc o expoziție de picturi de faimosul artist Kazahstan Leyla Mahat.

## Legături externe
- Relațiile bilaterale , site-ul oficial al Ambasadei Kazahstanului în România.
- România este pregătită să coopereze cu Kazahstan în domeniul tehnologiilor IT, 28 iunie 2013, profit.kz.
- Miniștrii de externe ai Kazahstanului și ai României au convenit să își intensifice cooperarea bilaterală în diverse domenii, 28 iulie 2017, khabar.kz.
- Relațiile diplomatice dintre Kazahstan și România - 25 de ani, 15 iulie 2017, inform.kz.